# Gabian
Gabian – miejscowość i gmina we Francji, w regionie Oksytania, w departamencie Hérault.
Według danych na rok 1990 gminę zamieszkiwało 651 osób, a gęstość zaludnienia wynosiła 41 osób/km² (wśród 1545 gmin Langwedocji-Roussillon Gabian plasuje się na 446. miejscu pod względem liczby ludności, natomiast pod względem powierzchni na miejscu 502.).